# Capito fitzpatricki
El barbudo del Sira (Capito fitzpatricki) es una especie de ave de la familia Capitonidae, que se encuentra exclusivamente en el departamento de Ucayali, en Perú. Fue descubierto en 2008 durante en una expedición ornitológica decidida a catalogar a las aves dentro de la cadena montañosa Cerros del Sira. Ocho especímenes fueron recolectados durante la expedición, cuatro hembras y cuatro machos. Otros dos especímenes fueron colectados en 2011.
En un principio fue comparado con Capito wallacei debido a similitudes en sus plumajes y fisiología. Sin embargo difieren en que C. fitzpatricki carece de plumaje amarillo en los costados, posee una franja blanca en al área dorsal y posee alas, cola y pico más grandes. Además, C. wallacei se encuentra 420 km al norte del hábitat de C. fitzpatricki. Un posterior análisis de secuencias de ADN tanto mitocondrial como nuclear confirmó la condición de especie de C. fitzpatricki.